# Witte ombervis
De witte ombervis (Cynoscion regalis) is een straalvinnige vis uit de familie van ombervissen (Sciaenidae) en behoort derhalve tot de orde van baarsachtigen (Perciformes). De vis kan maximaal 98 cm lang en 8850 gram zwaar worden.

## Leefomgeving
Cynoscion regalis komt in zeewater en brak water voor. De vis prefereert een subtropisch klimaat en leeft hoofdzakelijk in de Atlantische Oceaan. De diepteverspreiding is 10 tot 26 m onder het wateroppervlak.

## Relatie tot de mens
Cynoscion regalis is voor de visserij van aanzienlijk commercieel belang. In de hengelsport wordt er weinig op de vis gejaagd. De soort kan worden bezichtigd in sommige openbare aquaria.